# Jahodynka (hromada Romanów)
Jahodynka (ukr. Ягодинка) – wieś na Ukrainie, w obwodzie żytomierskim, w rejonie żytomierskim, w hromadzie Romanów. W 2023 liczyła 274 mieszkańców, spośród których 274 wskazało jako ojczysty język ukraiński.